# 薛克明
薛克明（1910年—1965年4月28日），男，陕西吴堡人，中华人民共和国政治人物，曾任青海省公安厅厅长，青海省人民委员会副省长。